# Усман, Таджи
Таджи Усман(ов) (тадж. Тоҷӣ Усмон, 12 июля 1906, Туркестанский край — 23 октября 1968, Ленинабад) — советский таджикский журналист и прозаик. Дед певицы Manizha.

## Биография
Родился в 1906 году в крестьянской семье в Ходжентском уезде Самаркандской области Туркестанского края Российской империи (ныне деревня Унджи Гафуровского района Таджикистана).
Член Коммунистической партии с 1930 года.
В 1933 году закончил Среднеазиатский культурный университет в Ташкенте.
С 1933 года работал журналистом в республиканской газете «Красный Таджикистан» («Тоҷикистони сурх»).
С 1934 года работал в первом женском журнале в истории таджикской периодики — «Ленинским путём» (ныне — журнал «Фируза», начал выходить в 1932 году под названием «Бо рохи Ленини» / «Ленинским путем», а затем был переименован в «Занони Советии Точик» / «Таджикские советские женщины», позже в «Занони Точикистон» / «Женщины Таджикистана»)
В 1937—1939 годах избирался секретарём партийного комитета города Ленинабада.
С 1940 года в РККА, участник Великой Отечественной войны, демобилизовался в 1946 году в звании капитана, награждён медалью «За победу над Германией».
В 1946—1953 годах — заведующий отделом и заместитель редактора газеты «Красный Таджикистан» («Тоҷикистони сурх»).
В 1953—1961 годах — зам. редактора, ответственный секретарь, сатирического журнала «Хорпуштак» («Ёжик»). г. Сталинабад.
С 1961 года на пенсии, занимался творческой работой, в 1960-е вышел ряд его книг.
В 1967 году принят в члены Союза писателей СССР.
Награждён орденом «Знак Почёта», грамотой Президиума Верховного Совета Таджикской ССР.
Умер в 1968 году в Ленинабаде.

## Творчество
Автор сборника рассказов «Кашфи асрор» («Открытие тайны», 1958), «Духтари ниқобдор» («Никоджанская девочка» (1969) и «Муборакқадам» («Благословенный», 1966).
Главным его произведением считается историческая повесть «Лаънаткардаи халқ» («Проклятый народом», 1967, перевод на русский 1969), о ювелире Баходуре, который в годы Революции примкнул к врагам новой власти — буржуазным партиями в Ходженте. В 1973 году по повести была создана одноимённая опера Дамира Дустмухамедова (либретто Мухиддина Фархата) и в том же году поставленная режиссёром Шамси Низамовым в Таджикском театре оперы и балета им. Айни в Душанбе
и ставшая значительной вехой в истории таджикской оперы.
Известен как популяризатор творчества поэтесс Востока — составитель сборника «Двадцать три поэтессы» (1953) и обзора творчества таджикских поэтесс «Жемчужины таджикской поэзии» (1960).

В изучении и популяризации дотоле не известных имен многих выдающихся поэтесс, внесших свой вклад в классическую литературу, большая заслуга принадлежит таджикскому журналисту Таджи Усману. Он составил сборник, осветив в нём творчество 23 поэтесс, живших с X по XIX столетие.— Рохат Набиева — Женщины Таджикистана в борьбе за социализм. — Душанбе: Ирфон, 1973. — 274 с. — стр. 34

В небольшом сборнике, составленном Таджи Усманом, представлены 23 поэтессы, жившие и творившие с X по XIX век, те, кто своими блестящими, исполненными глубокого содержания и изящества формы стихами обогатили сокровищницу мировой культуры. Среди них: одна из древнейших поэтесс таджикского и персидского народа Робия Балхи; поэтесса, музыкантша, певица Махасти Худжанди, блестящий мастер изящного слова Зебунисо; узбекская поэтесса Нодира — и многие другие.— Мунзифа Гафарова — Духовный облик женщины Советского Востока. — Душанбе : Ирфон, 1969. — 207 с. — стр.73
Как журналист — автор множества статей, в частности, известно о его сатирической корреспонденции в общесоюзный журнал «Крокодил» (№ 2, 1958) о проблемах таджикских автодорог, на которых «многосильный мотор не даст никаких преимуществ перед обыкновенным ишаком».
Библиография на русском языке:
- Усман Таджи — Проклятый народом. — Душанбе: Ирфон, 1969. — 175 с . — 3.000 экз. В пер.
- Усман Таджи — Жемчужины таджикской поэзии: Обзор творчества поэтесс X—XIX вв. / Перевод с тадж. В. Кириллова; Предисл. М. Рахими. — Сталинабад: Таджикгосиздат, 1960. — 122 с.